# 정현 (후한)
정현(鄭玄, 127년 ~ 200년)은 중국 후한 말기의 학자로, 자는 강성(康成)이며 북해국 고밀현(高密縣) 사람이다.

## 생애
젊을 적부터 금고문(今古文)의 경학 외에 천문역수(天文曆數)에 걸쳐 광범위한 지식욕을 갖고 낙양의 태학(太學)에 진학하였다. 뒤에 당시 최고의 학자 마융을 사사(師事)하고 수년 후 향리에 귀환할 때 선생으로부터 “나의 학문은 정현과 함께 동으로 갔다”고 탄식할 정도로 면학하였다. 유학(遊學) 십여 년에 향리의 학생을 교수하였다. 이후 당고의 화로 학문이 금고(禁錮)됨에 문을 닫고, 집에서 연구와 저작에 몰두하였다. 14년 후 해금되면서 하진·공융·동탁·원소 등으로부터 초청받았다. 만년에 초청에 응해 대사농이 되었으나 곧 사퇴하고 떠나 연구와 교육에 생애를 바쳤다.
건안 5년(200년), 관도(官渡)에서 조조와 대치하고 있던 원소는 정현을 군으로 오게 하였다. 정현은 원담과 함께 원소에게 가던 중 병으로 죽었다.

## 학문
전한의 경학은 금문학(今文學)으로서, 일경(一經)을 전공하고 사설(師說)을 엄수하며 공양가(公羊家)를 중심으로 체제교학(體制敎學)이 어용학문으로 변했으나 후한에 이르러 고문학이 진출하여 원문의 이동(移動)을 중시하는 훈고해석의 방법에 의하여 수경(數經)을 겸수(兼修)하는 경향을 보였다. 정현은 고문을 주로 하고, 금문의 참위설 등도 종합하여 일가를 이루었다. 그는 훈고에 의한 모든 경전의 통일적 해석을 완성하여 한당 훈고학의 지표가 됨으로써 경학의 권위를 높였다.

## 저서
- 《삼례주》(三禮註)
- 《모시정전》(毛詩鄭箋)

## 가계

### 관련 인물
정익

## 관련서
- 《정씨일서》(鄭氏佚書) (원균집(袁鈞輯) 저)
- 《통덕유서소견록》(通德遺書所見錄) (공광림(孔廣林) 저)
- 《한학당총서》(漢學堂叢書) (황석(黃奭) 저)
- 《정지》(鄭志) (정현의 언행록, 제자들이 묶음)

## 같이 보기
- 삼국 시대 (중국)
- 삼국지 인물 목록

## 참고 문헌
- 이 문서에는 다음커뮤니케이션(현 카카오)에서 GFDL 또는 CC-SA 라이선스로 배포한 글로벌 세계대백과사전의 내용을 기초로 작성된 글이 포함되어 있습니다.